# Rennspindel

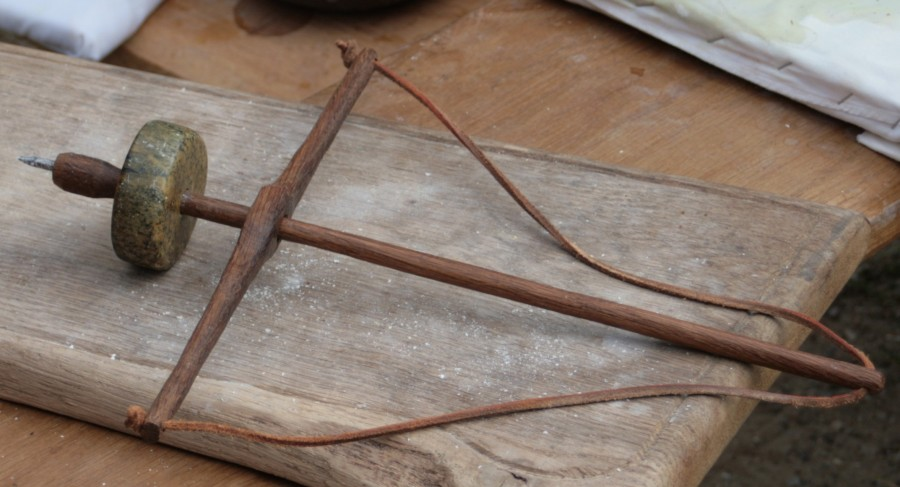
Dreule Wikinger-Museum Haithabu.

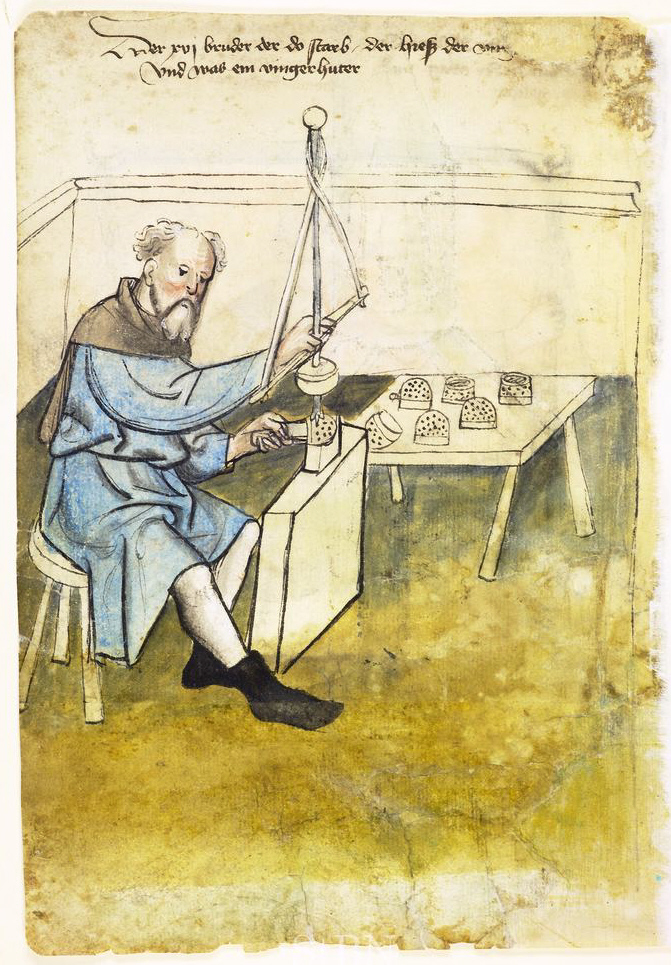
Fingerhuter mit Rennspindel, 1425.

Die Rennspindel, auch Dreule, Tanzmeister, Pumpenbohrer oder Bohrspindel, ist ein Gerät zum manuellen Antrieb eines Bohrers und dient zur Erzeugung kreisrunder, annähernd zylinderförmiger Bohrungen. Die Rennspindel besteht aus einer Welle (Spindel) mit dem Bohrer, einem Schwungrad auf dem unteren Teil der Welle sowie einem beweglich über die Spindel geführten Drillgriff, der über Riemen oder Bänder mit dem Spindelkopf verbunden ist. 

## Funktionsprinzip
Durch ein gewisses Eindrehen der Bohrspindel wickeln sich die Bänder gegengleich als Doppelhelix um die Spindel und ziehen den in der Mitte gelochten Drillgriff ein Stück nach oben. Durch kräftiges Hinunterdrücken des Drillgriffs mit der Hand wird die Spindel in schnelle Rotation versetzt und zugleich der Bohrer angedrückt. Spätestens am unteren Totpunkt muss der Drillgriff entlastet werden, damit der Schwung des Schwungrades die Spindel weiterdrehen kann, um die Bänder wieder, jedoch im Gegensinn, aufzuwickeln, wobei sich der Drillgriff wieder hebt. Durch weiteres rhythmisches Herunterdrücken und wieder Aufsteigenlassen des Drillgriffs wird eine alternierende Drehbewegung der Bohrspindel mit dem Bohrer erreicht.
Ist die Bohrspindel nur mit dem Bohrer im unten liegenden Bohrloch gelagert und ist sie ungefähr vertikal ausgerichtet, so stabilisiert der Drehimpuls die Lage der Spindelachse. Die Gewichtskraft des Drillgriffs erzeugt eine gewisse Leerlaufzugkraft in den Bändern, die bewirkt, dass sich diese gleichmäßig aufwickeln. Mit axialer Unterstützung des freien Spindelendes – etwa mit einer Daumenkuppe – und besonders sorgsamer Führung des Drillgriffs sind Bohrungen auch vertikal aufwärts denkbar. Wird der Bohrer horizontal orientiert, muss das hintere Spindelende genau in Position und auf Axialdruck gelagert werden, damit die Spindel nicht durch ihre Schwerkraft nach unten kippt oder durch Kreiselkräfte seitlich präzedierend wegdriftet. Wiederum ist das geeignete Führen des Drillgriffs schwierig. Die ideale Bohrrichtung ist also vertikal abwärts.

## Geschichte
Die Rennspindel gehört zu den frühen mechanischen Handbohrmaschinen, war bereits den Römern bekannt und fand bis in die jüngere Gegenwart Verwendung, bis sie von moderneren Bohrgeräten und später von Bohrmaschinen verdrängt wurden. Heute werden Rennspindeln vor allem bei der Darstellung historischer Handwerkstechniken verwendet.